# Bufonia kotschyana
Bufonia kotschyana är en nejlikväxtart. Bufonia kotschyana ingår i släktet Bufonia och familjen nejlikväxter.

## Underarter
Arten delas in i följande underarter:
- B. k. calycina
- B. k. densa
- B. k. kotschyana